# Рамбин
Рамбин (њем. Rambin) општина је у њемачкој савезној држави Мекленбург-Западна Померанија. Једно је од 42 општинска средишта округа Риген. Према процјени из 2010. у општини је живјело 1.009 становника. Посједује регионалну шифру (AGS) 13061031.

## Географски и демографски подаци
Рамбин се налази у савезној држави Мекленбург-Западна Померанија у округу Риген. Општина се налази на надморској висини од 5 метара. Површина општине износи 31,4 km². У самом мјесту је, према процјени из 2010. године, живјело 1.009 становника. Просјечна густина становништва износи 32 становника/km².